# Kaufmann Kohler
Kaufmann Kohler (Fürth, Baviera, 10 de mayo de 1843 - Nueva York, 28 de enero de 1926) es un rabino y teólogo estadounidense de origen alemán que es considerado como una de las principales mentes del Judaísmo Reformista de los Estados Unidos.

## Primeros años
Kaufmann Kohler, fue el hijo mayor de Moritz y Babette Kohler, nació en Furth, Bavaria, en el contexto de una familia y de una comunidad judía ortodoxa. Logró un dominio del conocimiento talmúdico en las academias talmúdicas en Mayence y Altona. A los veinte años se convirtió en discípulo del líder ortodoxo Samson Raphael Hirsch, a quien atribuyó gran parte de su idealismo judío. 
Rompió con el judaísmo ortodoxo durante su vida universitaria. Se formó en Munich (1864-1865), Berlín (1865-1867) y Erlagen, donde obtuvo su doctorado en noviembre de 1867. Los métodos críticos de su estudio universitario le hicieron ver que el judaísmo era un crecimiento histórico, de modo que no todos sus elementos tenían el mismo carácter y valor divino, y en su disertación doctoral, “Der Segen Jacobs” (“La bendición de Jacob”), hizo un fuerte llamado a la modernización de la religión. De hecho esa tesis fue uno de los primeros ensayos judíos en el campo de la crítica bíblica superior. Precisamente por ese carácter radical, vio limitadas sus perspectivas de obtener un puesto rabínico en Alemania. Y luego de dos años de estudios postdoctorales en la Universidad de Leipzig, migró a los Estados Unidos.
De joven, Kohler se convirtió en un frecuente colaborador de la "Wissenschaftliche Zeitschrift für Jüdische Theologie" (“Revista científica de teología judía”) que fundó el rabino Abraham Geiger, considerado el padre del judaísmo reformista. Ese vínculo influyó fuertemente en la carrera de Kohler y, de hecho, de ahí surgió la posibilidad de que dirigiera sus pasos hacia los Estados Unidos de América.

## Líder en Estados Unidos
Llegó a los Estados Unidos para ocupar el púlpito de la Congregación Beth-El, en Detroit,  el 28 de agosto de 1869. Exactamente un año después se casó con Johanna Einhorn, hija del rabino David Einhorn, precursor del reformismo en ese país y líder de la primera comunidad judía estadounidense que adhirió al movimiento reformista.
Durante los daños que permaneció en Detroit llevó a su congregación lo más lejos que pudo de sus fuentes ortodoxas. Luego fue llamado a Temple Sinai, Chicago, donde introdujo muchas reformas. A principios de 1874, instituyó los servicios dominicales además de los tradicionales servicios religiosos del shabat, una innovación que suscitó violentas críticas y denuncias. El objetivo de Kohler era adaptar la experiencia religiosa a las condiciones de vida de los judíos estadounidenses que, como los demás ciudadanos, gozaban habitualmente del descanso dominical. “La verdad es que", llegó a decir, “el domingo es el día real de descanso para la mayoría de los judíos en este país así como para los cristianos”.
En septiembre de 1879, al jubilarse su suegro, Kohler lo sucedió como rabino del Templo Beth-El, Nueva York, donde nuevamente introdujo servicios dominicales complementarios y continuó luchando contra sus críticos conservadores y denunciantes ortodoxos, manteniendo su derecho a decidir qué era permanente y vital en el judaísmo, y qué era efímero.
En 1885, en una serie de conferencias publicadas bajo el título “Backwards or Forwards” (“Hacia atrás o hacia adelante”), atacó las definiciones del judaísmo tradicional de Alexander Kohut, referente del sector más tradicional. Esta polémica llevó a estos dos hombres, dos de los principales eruditos judíos de Estados Unidos de sus días, a la acción. Por el lado de Kohut, avanzó hacia la fundación del Seminario Teológico Judío de América (2 de enero de 1887) para defender y fortalecer el judaísmo tradicional. Por parte de Kohler, lo llevó a convocar la Conferencia de Pittsburgh, con la adopción de la radical Plataforma de Pittsburgh (noviembre de 1885), al principio repudiada incluso por algunos judíos reformistas, pero luego aceptada como la declaración de los principios del judaísmo reformista estadounidense.
Kohler fue durante muchos años presidente de la Junta de Ministros de Nueva York, y fue presidente honorario de la Conferencia Central de Rabinos Americanos (CCAR). Al suceder a Isaac Mayer Wise como presidente del Hebrew Union College en Cincinnati el 19 de febrero de 1903, se propuso elevar su nivel académico. El propio Kohler enseñó homilética, teología y literatura helenística. Sus cumpleaños setenta, setenta y cinco y ochenta fueron ampliamente celebrados por los judíos reformistas estadounidenses. Retirándose en 1921 a la edad de setenta y ocho años, regresó a Nueva York, donde murió a los ochenta y tres años, el 28 de enero de 1926.

## "Plataforma de Pittsburg"
Entre las preocupaciones de Kohler hubo una a la que dedicó sus mayores esfuerzos: evitar la creciente asimilación de los judíos estadounidenses mediante la reforma o actualización de la vida judía que permitiese atraer a los judíos que estaban perdiendo interés en la cultura hebrea y, al mismo tiempo, respetar los fundamentos teológicos judíos.
Esa preocupación quedó manifestada por Kohler en la convocatoria a la Conferencia de Pittsburgh de 1885, la asamblea rabínica que terminaría sentando las bases para la definición del Judaísmo Reformista de los Estados Unidos y que regiría hasta la aprobación de la Plataforma de Columbus en 1937.

En su carta de convocatoria a la Conferencia, Kohler escribió:
“Todos los que han observado el estado de los asuntos del judaísmo en general y de nuestro país en particular, deben haber quedado impresionados con la urgente necesidad de una acción decisiva en vista de la espantosa indiferencia que se ha apoderado de las masas y de la tendencia materialista de la era que… ha hecho grandes estragos entre nosotros. Nuestra generación más joven se aleja cada día más de nuestra herencia sagrada. No es solo la decadencia religiosa lo que tenemos que deplorar, la pureza prístina judía y la virtud doméstica no se están desvaneciendo menos. Estamos perdiendo visiblemente nuestra prerrogativa como nación santa... ¿Cómo podemos detener la creciente ola del mal? ¿Cómo podemos despertar a nuestra gente de su letargo?”
Kaufmann Kohler, afectado por su enfrentamiento público con el referente conservador Kohut, había llamado a “todos los rabinos estadounidenses como defensores de la reforma y el progreso” para que se unieran a él para formular precisamente una declaración. En una conferencia de tres días celebrada en el Concordia Hall de Allegheny City, en las afueras de Pittsburgh (del 16 al 18 de noviembre de 1885), dieciocho rabinos, incluido Isaac Mayer Wise, se unieron a Kohler en un intento de formular una "plataforma común" para el judaísmo reformista: un conjunto de principios rectores que “en vista de la amplia divergencia de opiniones y las ideas conflictivas que prevalecen en el judaísmo de hoy”, “declararía ante el mundo qué es el judaísmo y qué significa y pretende el judaísmo reformista”.
Kohler expuso una amplia gama de propuestas específicas y pidió, entre otras cosas, la revitalización de la vida religiosa judía en el hogar, el trabajo misionero judío entre los pobres, mejoras educativas y publicaciones en inglés sobre el judaísmo, la igualdad de la mujer “en toda la esfera religiosa y moral de la vida”, y una variedad de modificaciones litúrgicas y rituales. Pero en lugar de centrarse en estas “medidas prácticas según lo exigido por hora”, muchas de las cuales simplemente reflejaban lo que otros estaban haciendo, los colegas de Kohler se concentraron en lo que sabían que era su objetivo principal: “unirnos en una plataforma. . . lo suficientemente amplio, completo, ilustrado y liberal para impresionar y ganar todos los corazones, y también lo suficientemente firme y positivo para disipar sospechas y reproches de tendencias agnósticas, o de discontinuar el hilo histórico del pasado.” 
Bajo la inspiración de Kohler, la Plataforma de Pittsburgh expresa optimismo religioso, aceptación de otras perspectivas teológicas y hace énfasis en la Biblia como la fuente principal de lo judío. También hace de la sensibilidad moderna un estándar. El punto tres de la plataforma deja en claro que los judíos reformistas “aceptan como obligatorias solo las leyes morales, y mantienen solo aquellas ceremonias que elevan y santifican nuestras vidas, pero rechazan todas las que no se adaptan a los puntos de vista y hábitos de la civilización moderna.” Las leyes que regulan la “dieta, la pureza sacerdotal y la vestimenta”, especificaba el siguiente punto, eran “totalmente ajenas a nuestro estado mental y espiritual actual” y declaraba que su observancia era “apta más bien para obstruir que para promover la elevación espiritual moderna”.

## Kohler, un reformista
Además de haber impulsado la implementación de servicios religiosos los días domingos, imitando a las iglesias cristianas, Kohler también abogó por reformas que tuvieran un fuerte impacto en la vida familiar de los judíos estadounidenses inmersos en la cultura burguesa de ese país.

Si bien no aceptaba la consagración de un matrimonio integrado por una persona judía y otra no-judía, sí defendió la posibilidad de que las congregaciones judías reconocieran como válidos los casamientos interculturales bajo la ley civil. Así lo expresó en un documento que elevó a la Conferencia Rabínica americana donde se explayó sobre los cambios que debían introducirse a los rituales y ceremonias vinculadas con las uniones familiares. Incluso, para Kohler, los no-judíos casados con judíos tenían derechos dentro de la congregación:
“En vista del hecho de que el matrimonio civil es plenamente reconocido por nosotros también desde el punto de vista judío como válido y vinculante, debemos recomendar que un no judío casado legalmente con un miembro de la comunidad judía puede ser enterrado en un cementerio judío sobre el solar propiedad de su marido, y viceversa, siempre que tanto el funeral como la lápida tengan el carácter exigido por la fe judía y no tengan símbolo o rito de otro credo”.
También fue un promotor de que los hijos de esos matrimonios sean reconocidos como judíos, entre otros motivos, para que pudieron recibir educación hebrea:
“Los hijos de matrimonios que son considerados legales por la ley del estado, pero que por una u otra razón no pueden recibir la sanción religiosa del judaísmo, de ninguna manera deben ser considerados ilegítimos, sino que deben ser educados como judíos.  y quedar bajo la influencia santificadora de la religión judía según el principio de Hillel: ‘Ama a tus semejantes y acércalos a la Torá’".
Más allás de las reformas que habían impulsado algunos de sus predecesores, en particular Abraham Geiger, Kohler estaba convencido del rol central que debía tener la mujer en el judaísmo moderno. Él identificó a las mujeres judías “como el elemento mejor y más bienvenido para impulsar esta medida de reforma”. Kohler describió con orgullo el reconocimiento del judaísmo reformista de “la alta dignidad de la mujer como copartícipe y ayudante del hombre”. Abogó por avances aún mayores, manteniendo que “el judaísmo reformado nunca alcanzará su objetivo más alto sin haber acordado primero en el consejo congregacional y en toda la esfera religiosa y moral de la vida, la misma voz para la mujer que para el varón”. Dirigiéndose a sus colegas reformistas, Kohler insistió: “Nuestra vida religiosa en Estados Unidos exige la ayuda y la participación de la mujer”, y reconoció que los esfuerzos reformistas dependían de las mujeres, con sus simpatías “más amplias y tiernas”, principalmente porque se podía esperar muy poco de los varones, “pocos de los cuales encuentran siquiera tiempo para nuestra obra de Escuela Sabática los domingos”. Así, Kohler celebró la emancipación de la mujer dentro del judaísmo reformado y expresó su gratitud por sus contribuciones presentes y potenciales a la congregación.
No se limitaba a la participación igualitaria de la mujer en la sinagoga, sino que estaba convencido de que un florecimiento de entusiasmo por la vida judía por parte de los judíos modernos estadounidenses sólo podía llegar de la mano del rol que la mujer también debía ocupar en el hogar, como garante de la educación y continuidad judías. De hecho en 1924, ya cerca de su muerte, pidió a la madre judía que “volviera a enseñar a su hijo recitar su oración matutina y vespertina y decir las gracias en cada comida . . . Lo que prestó al hogar judío en todo momento su belleza de santidad era el sistema ceremonial tan rico en elevar el poder, y dado que estas viejas formas tradicionales han perdido su fuerza atractiva, el reformismo tiene que intervenir y reemplazarlas por otras más atractivas”.

## Publicaciones
Kohler ha sido siempre un colaborador activo y prolífico de la prensa científica judía y semítica, europea y americana; entre las publicaciones periódicas a las que ha contribuido más frecuentemente con artículos científicos se encuentran la "Zeitschrift" de Geiger, la revista de la Sociedad Oriental Alemana, "Hebraica", la "Jewish Quarterly Review", la "Allgemeine Zeitung des Judenthums", el "Jewish Times", el "American Hebrew", "Menorah Monthly", "Zeitgeist" y "Unity".
Fue editor jefe del "Sabbath Visitor", un semanario judío para los jóvenes, desde 1881 a 1882, y de "The Jewish Reformer", un semanario dedicado a los intereses del judaísmo reformista, en 1886. Durante varios años se interesó profundamente por el movimiento "Jewish Chautauqua". Poco antes de su partida de Nueva York, en 1903, pronunció una serie de seis conferencias en el Seminario Teológico Judío sobre "Literatura apócrifa".
Entre sus estudios científicos y conferencias publicadas se encuentran: "Sobre la pena capital" (1869); "El Cantar de los Cantares" (1877); "Hacia atrás o hacia adelante", una serie de conferencias sobre el judaísmo reformista (1885); "Bases éticas del judaísmo" (1887); "La Iglesia y la Sinagoga en sus relaciones mutuas" (1889); "Una guía para la instrucción en el judaísmo" (1899). También editó la colección de escritos alemanes de David Einhorn (1880).